# Moconesi
Moconesi är en kommun i  storstadsregionen Genua, innan 2015 provinsen Genova, i regionen Ligurien i Italien. Kommunen hade 2 466 invånare (2018).